# Włodzimierz (Sieńkowski)
Włodzimierz, imię świeckie: Fiłariet Aleksiejewicz Sieńkowski (ur. 1846 lub 1847 w Kachówce, zm. 1917 w Moskwie) – rosyjski biskup prawosławny.

## Życiorys
Ukończył seminarium duchowne w Chersoniu. Święcenia kapłańskie przyjął 26 września 1867. Od 1875 do 1882 służył w rosyjskiej misji prawosławnej na Ałtaju, zaś od 1882 – w Kirgizji. W 1889 otrzymał godność protoprezbitera. 12 lipca 1890 złożył wieczyste śluby zakonne, zaś w listopadzie tego samego roku otrzymał godność ihumena. Równocześnie został wyznaczony na pomocnika kierownika misji ałtajskiej i kirgiskiej, zaś po roku sam objął to stanowisko, otrzymując w maju tego roku godność archimandryty.
18 sierpnia 1891 w Ławrze św. Aleksandra Newskiego w Petersburgu miała miejsce jego chirotonia na biskupa bijskiego, wikariusza eparchii tomskiej. W 1893 objął katedrę władykaukaską i mozdocką, zaś w 1904 został przeniesiony do eparchii kiszyniowskiej i chocimskiej. Od 1908 do 1914 był arcybiskupem dońskim i nowoczerkaskim. W 1914 odszedł na własną prośbę w stan spoczynku. Zamieszkał w Monasterze Zaikonospasskim w Moskwie na prawach przełożonego. Tam też w 1917 zmarł.